# Río Chickahominy

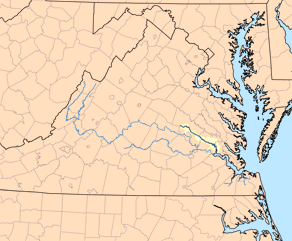
Río Chickahomini (destacado) como parte de la cuenca del río James, Virginia

El Chickahominy es un río de 140 km de largo en la parte oriental del estado estadounidense de Virginia. El río, que sirve como la frontera este del Condado de Charles City, se eleva unas 15 millas (24 km) al noroeste de Richmond y fluye hacia el sureste y el sur hasta el río James. El río lleva el nombre de la tribu indígena Chickahominy que vivía cerca del río cuando fue reclamado por los colonos ingleses en 1607. Los descendientes de chickahominy viven en el condado de Charles City hoy en día.
Durante la guerra civil estadounidense (1861-65), los tramos superiores del río se convirtieron en un obstáculo importante para la Campaña de la Península del General George B. McClellan, un intento fallido en 1862 de capturar la capital confederada de Richmond. Dócil, estrecho y relativamente fácil de cruzar durante el tiempo seco, después de períodos de lluvia, el río se expande a través de una planicie de inundación con pantanos de hasta una milla de ancho. El Chickahominy se encontraba en fase de inundación y dividió al Ejército de la Unión durante períodos cruciales, a pesar de los continuos esfuerzos del Cuerpo de Ingenieros del Ejército de los Estados Unidos para construir y mantener puentes. Otras batallas se libraron en las cercanías en 1864.
Parte de un área recreativa popular para la navegación y la pesca deportiva, que incluye la presa Walker's Dam y el lago Chickahominy, el río Chickahominy se ha convertido en una importante fuente de agua potable para la parte baja de la península de Virginia en los tiempos modernos, donde sirve como frontera para el área de manejo de vida silvestre de Chickahominy.